# 김민섭 (1987년)
김민섭(한국 한자: 金民燮, 1987년 9월 22일 ~ )은 대한민국의 전 축구 선수이며, 포지션은 수비수였다.